# Théodore-Adrien Sarr
Pour les articles homonymes, voir Sarr.
Théodore Adrien Sarr, né le 28 novembre 1936 à Fadiouth, une île à l'ouest du Sénégal, est un cardinal sénégalais, archevêque de Dakar de 2000 à 2014.  

## Biographie
Il naît dans une famille animiste de neuf enfants dont il est le dernier, et le troisième garçon. Il est baptisé enfant, mais ses parents ainsi que ses huit frères et sœurs plus âgés ont été baptisés adultes.

### Études
Quoiqu'ayant un père animiste, Théodore Adrien Sarr fait ses études primaires et le premier cycle du secondaire au petit séminaire de Ngazobil puis entre au grand séminaire Libermann de Sébikhotane et est ordonné prêtre pour le diocèse de Dakar le 28 mai 1964.
Entre-temps, il obtient un baccalauréat série A (lettres) au collège Sainte-Marie de Hann de Dakar.
Après son ordination, il complète sa formation par une licence de Lettres classiques à l'université de Dakar en 1967.
À la fin de sa vie, il révèle que la vocation de prêtre ne s'est pas affirmée sans mal : « Parfois les gens croient que la marche vers le sacerdoce se déroule toute tranquillement. Ce n’est pas le cas. Il est rare qu’une vocation de prêtre ne rencontre ni problèmes ni hésitations et difficultés... Je voulais aimer et être aimé ».

### Prêtre
À la fin de ses études, il exerce des ministères paroissiaux tout en étant professeur de latin et grec, puis directeur du petit séminaire de Ngazobil entre 1964 et 1967. Il a rendu hommage à Marcel Lefebvre en affirmant qu'il était devenu prêtre grâce à lui.
Il prend ensuite la tête du grand séminaire de Sébikotane de 1968 à 1974.

### Évêque

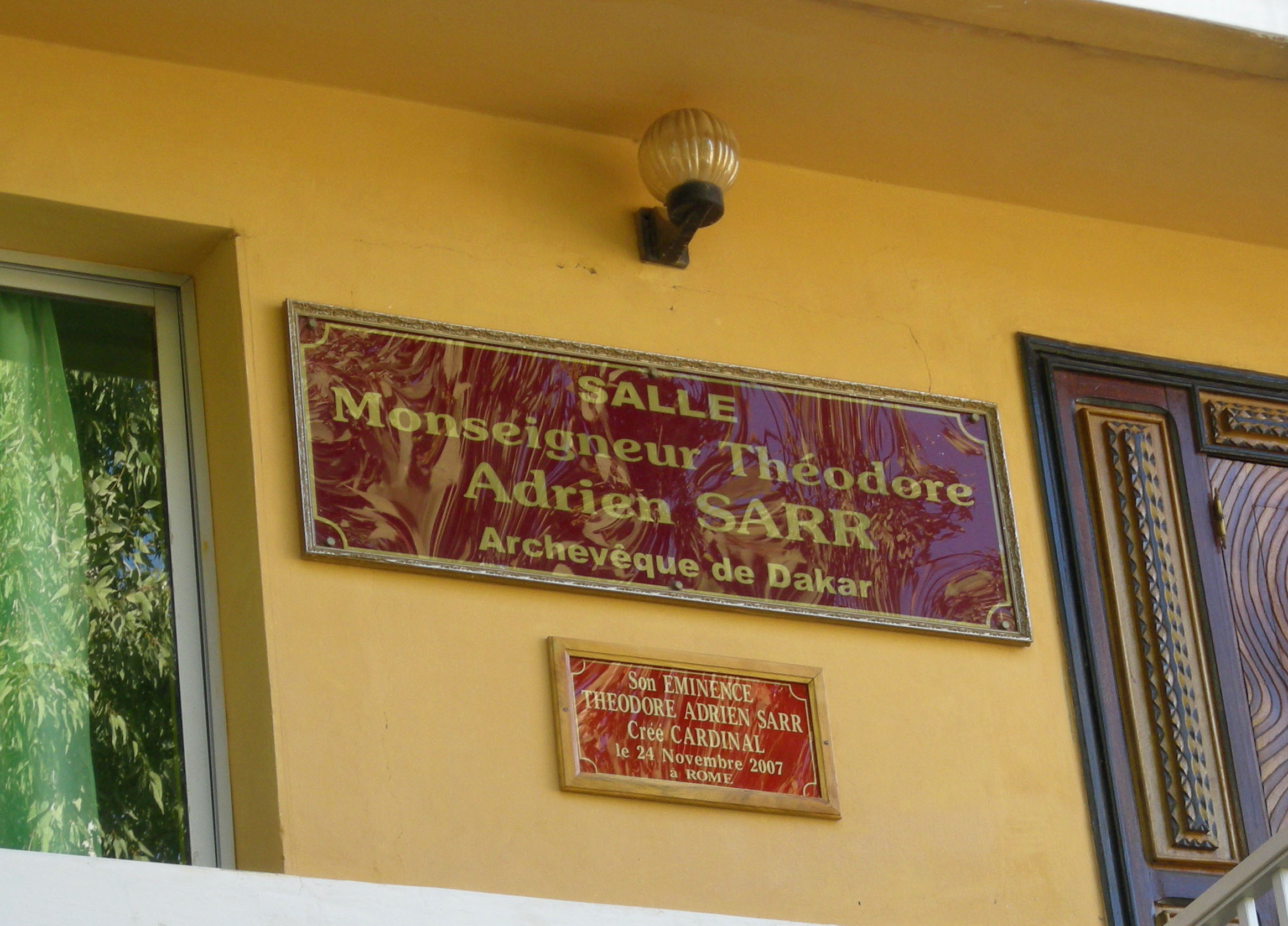
Salle Monseigneur Théodore Adrien Sarr au Cours Sainte-Marie de Hann (Dakar)

Nommé le 1er juillet 1974 évêque du diocèse de Kaolack, situé à 200 km à l'est de Dakar, Théodore-Adrien Sarr est consacré le 24 novembre suivant. Il s'active particulièrement dans le domaine social, par la création de l'ONG Caritas-Sénégal, la construction de dispensaires et d'écoles catholiques dans les zones rurales, l'ouverture de centres de formation en agriculture et en élevage à Ndiebel et à Keur Bouba Diouf.
Il reste à la tête de ce diocèse pendant 26 ans jusqu'à sa nomination comme archevêque de Dakar le 2 juin 2000 succédant au cardinal Hyacinthe Thiandoum.
Il a assumé plusieurs responsabilités au sein de la conférence épiscopale regroupant les évêques du Sénégal, de la Mauritanie, du Cap-Vert et de la Guinée-Bissau. Il a, en particulier, été responsable de la Commission du clergé et des séminaires et de la Commission des religieux. Depuis 1980, il préside la Commission pour l'éducation.
Par ailleurs, après en avoir été vice-président pendant douze ans, il préside la Conférence épiscopale régionale de l'Afrique de l'Ouest (CERAO) de 2003 à 2016. 
Le pape François accepte le 22 décembre 2014, sa renonciation au gouvernorat de l’archidiocèse de Dakar, en conformité avec le Canon 401 § 1 du Code de Droit Canonique (L’Évêque diocésain qui a atteint soixante-quinze ans accomplis est prié de présenter la renonciation à son office au Pontife Suprême). Il nomme alors Mgr Benjamin Ndiaye, jusqu’alors évêque de Kaolack.

### Cardinal
Lors du consistoire du 24 novembre 2007, le pape Benoît XVI l'élève au rang de cardinal avec le titre de cardinal-prêtre de la paroisse romaine Sainte Lucie de la place d'Armes (S. Lucia a Piazza d'Armi).
Le 12 juin 2008, il est nommé membre de la Congrégation pour le culte divin et la discipline des sacrements et de la Congrégation pour l'évangélisation des peuples.
Il participe au conclave de 2013 qui élit le pape François. Il atteint la limite d'âge le 28 novembre 2016, ce qui l'empêche de participer aux votes du conclave de 2025 (élection de Léon XIV).

## Succession apostolique
Théodore-Adrien Sarr a ordonné les évêques suivants :
- Archevêque Benjamin Ndiaye (2001)
- Évêque Isaac Jogues Agbémenya Kodjo Gaglo (de) (2008)
- Évêque Paul Abel Mamba Diatta (2012)
- Archevêque André Gueye (2013)
- Archevêque Roger Houngbédji, O.P. (2016)